# Caroline Lithander
Caroline Lithander (även Karolina eller Carolina), gift Stål, född 26 augusti 1807 på Karlbergs slott i Solna församling, Stockholms län, död 16 mars 1880 i Hedvigs församling, Östergötlands län, var en svensk sångerska och pianist.

## Biografi
Caroline Lithander var dotter till löjtnant Carl Ludvig Lithander och Eva Theresia Berndtson, och tvilling till Eva Lithander. Tvillingparet blev tillsammans kända som systrarna Lithander eller fröknarna Lithander. Hon och systern var elever till Edmund Passy i pianospel och i sång till Carl Magnus Craelius. 
Hon började konsertera som 11-åring och gjorde 1821–1824 tillsammans med systern och fadern långa studieresor till Nederländerna, Hamburg, Köpenhamn och Berlin, som delvis bekostades av ledamöter i Kungliga Hovkapellet. Enligt en recensent utmärkte sig särskilt Caroline för sin virtuositet och säkerhet vid pianot, medan systern mer uppmärksammades för sin sång. I Berlin studerade hon sång för läraren vid operan Madame Schutz (född Kilitzki). Hon fick som 14-åring anbud att ingå i Königstädtern-teatern i Berlin, som hon avböjde. Planen var att fortsätta med vida konsertresor, men systern Evas hälsa satte stopp för detta, och systrarna blev därför kvar flera år i Berlin. Under dessa år studerade Caroline vidare och fick också undervisning och råd av tonsättaren Gaspare Spontini. Under 1830-talet, efter systerns död, var hon sedan verksam i Stockholm.
1837 gifte hon sig med Conrad Stål i Norrköping. De fick sonen Carl Axel Stål som var journalist och sånglärare i Göteborg. 
Caroline Lithander var hedersledamot i sångakademin.